# Beautot
Beautot – miejscowość i gmina we Francji, w regionie Normandia, w departamencie Sekwana Nadmorska.
Według danych na rok 1990 gminę zamieszkiwało 118 osób, a gęstość zaludnienia wynosiła 34 osoby/km² (wśród 1421 gmin Górnej Normandii Beautot plasuje się na 780. miejscu pod względem liczby ludności, natomiast pod względem powierzchni na miejscu 810.).